# فرنچتاون، شهرستان دریک، اوهایو
فرنچتاون (به انگلیسی: Frenchtown) یک منطقهٔ مسکونی در ایالات متحده آمریکا است که در شهرستان دارک، اوهایو واقع شده‌است. فرنچتاون ۳۱۳٫۰۳ متر بالاتر از سطح دریا واقع شده‌است.